# Spindrift Ridge
Der Springdrift Ridge (englisch für Gischtgrat) ist ein Gebirgskamm auf Signy Island im Archipel der Südlichen Orkneyinseln. Vom Springtail Spur erstreckt er sich in südwestlicher Richtung.
Der Falkland Islands Dependencies Survey nahm zwischen 1947 und 1950 Vermessungen vor. Luftaufnahmen entstanden 1968 durch die Royal Navy. Das UK Antarctic Place-Names Committee benannte den Gebirgskamm 2004 in Anlehnung an die Benennung benachbarten Spindrift Rocks.